# Cheilosia longicornis
Cheilosia longicornis är en tvåvingeart som först beskrevs av Michl 1911.  Cheilosia longicornis ingår i släktet örtblomflugor, och familjen blomflugor.
Artens utbredningsområde är Österrike. Inga underarter finns listade i Catalogue of Life.